# سانت جون (كندا)
سانت جون، كندا هي مدينة، تتبع مقاطعة سانت جون، بلغ عدد سكانها 70٬063 نسمة، في 2011، تبلغ مساحتها 315٫82 كيلومتر مربع.

## الموقع
تشترك في الحدود مع:
- جراند باي - ويستفيلد .

## مدن توأم
المدن التوأم:
- كوبر
- نيوبورت.

## أعلام
- والتر إدوارد فوستر
- جوزيف جون تاكر
- ويليام ديلر ماثيو
- دونالد سثرلاند
- ألفرد جونسون بروكس
- وليام فرانسيس غانون
- والتر بيدجون
- ك. س. إرفينغ
- ليمان وارد
- ويلي لوغان